# Qytezë
Qytezë è un villaggio albanese che fa parte della municipalità di Devoll.